# وایان‌دنچ (نیویورک)
وایان‌دنچ (به انگلیسی: Wyandanch) یک منطقهٔ مسکونی در ایالات متحده آمریکا است که در شهرستان سافک، نیویورک واقع شده‌است. وایان‌دنچ ۱۱٫۶ کیلومتر مربع مساحت و ۱۱٬۶۴۷ نفر جمعیت دارد و ۱۷ متر بالاتر از سطح دریا واقع شده‌است.